# مارك سلافين
مارك سلافين  (بالعبرية: מרק סלבין) المعروف سابقا باسمه الروسي مارك ياكوفليفيش سلافن (بالروسية: Марк Яковлевич Славин) (31 يناير 1954 - 6 سبتمبر 1972) كان مصارع المصارعة اليونانية الرومانية إسرائيلي وضحية عملية ميونيخ في دورة الألعاب الأولمبية الصيفية 1972 في ميونيخ بألمانيا الغربية.
كان أصغر الضحايا حيث كان يبلغ من العمر 18 عام. أخذ رهينة مع ثمانية رياضيين إسرائيليين آخرين. تم إطلاق النار على سلافين بنيران الرشاشات في طائرة هليكوبتر خلال محاولة إنقاذ متقطعة.
ولد سلافين في مينسك في جمهورية بيلاروس الاشتراكية السوفيتية وتعلم المصارعة في مرحلة الشباب للدفاع عن نفسه ضد الهجمات المعادية للسامية. سلافين سرعان ما أصبح مصارع موهوب وفاز ببطولة الاتحاد السوفيتي في المصارعة اليونانية الرومانية للشباب في عام 1971. انتقل سلافين إلى إسرائيل قبل أربعة أشهر فقط من المباريات الأولمبية وانضم إلى هابويل تل أبيب والفريق الأولمبي الإسرائيلي. كان من المقرر أن يكون أولمبياد عام 1972 أول مسابقة دولية لإسرائيل وكان سلافين يعتبر الفائز الأكثر احتمالا بميداليات لإسرائيل في مسابقات ميونيخ. كان أصغر لاعب أولمبي إسرائيلي يتنافس في المسابقات.
كان سلافين يقيم في الوحدة 3 في 31 كونوليستراس في القرية الأولمبية مع زملائه المصارعين جاد تسوباري وإليعازر هالفين والرباعين ديفيد بيرغر ويوسف رومانو وزيف فريدمان. كان من المقرر أن يحقق سلافين أول ظهور له أوليمبيا في اليوم الذي اقتحم فيه الإرهابيون المدججون بالسلاح القرية الأولمبية وأسروه بينما كان الرياضيون الأولمبيون لا يزالون نائمين.